# Coupe du monde de VTT 1995
Navigation
1994 1996
La Coupe du monde de VTT 1995 est la 5e édition de la Coupe du monde de VTT.

## Cross-country

### Hommes
| #  | Date         | Lieu             | Vainqueur           | Deuxième            | Troisième           | Leader du général   |
| -- | ------------ | ---------------- | ------------------- | ------------------- | ------------------- | ------------------- |
| 1  | 9 avril      | Cairns           | Rune Høydahl        | Daniele Pontoni     | Thomas Frischknecht | Rune Høydahl        |
| 2  | 23 avril     | Madrid           | Rune Høydahl        | Jan Erik Ostergaard | David Baker         | Rune Høydahl        |
| 3  | 30 avril     | Houffalize       | Rune Høydahl        | Thomas Frischknecht | Michael Rasmussen   | Rune Høydahl        |
| 4  | 7 mai        | Budapest         | Jan Erik Ostergaard | Daniele Bruschi     | Thomas Frischknecht |                     |
| 5  | 11 juin      | Vail             | Thomas Frischknecht | Tim Gould           | Rishi Grewal        |                     |
| 6  | 18 juin      | Mount Snow       | Rune Høydahl        | David Baker         | Alessandro Fontana  |                     |
| 7  | 25 juin      | Mont Sainte-Anne | Rune Høydahl        | Alessandro Fontana  | Daniele Pontoni     |                     |
| 8  | 8 juillet    | Mammoth Lakes    | Thomas Frischknecht | Jan Erik Ostergaard | Steve Larsen        |                     |
| 9  | 3 septembre  | Plymouth         | Jan Erik Ostergaard | Bart Brentjens      | Michael Rasmussen   |                     |
| 10 | 10 septembre | Rome             | Luca Bramati        | Bart Brentjens      | Henrik Djernis      | Thomas Frischknecht |

| Pos | Coureur             | Pts |
| --- | ------------------- | --- |
| 1.  | Thomas Frischknecht |     |
| 2.  | Rune Høydahl        |     |
| 3.  | Jan Erik Østergaard |     |

### Femmes
| #  | Date         | Lieu             | Vainqueur       | Deuxième             | Troisième        | Leader du général |
| -- | ------------ | ---------------- | --------------- | -------------------- | ---------------- | ----------------- |
| 1  | 9 avril      | Cairns           | Juliana Furtado | Maria Paola Turcutto | Silvia Fürst     | Juliana Furtado   |
| 2  | 23 avril     | Madrid           | Juliana Furtado | Paola Pezzo          | Chantal Daucourt | Juliana Furtado   |
| 3  | 30 avril     | Houffalize       | Paola Pezzo     | Alison Sydor         | Juliana Furtado  | Juliana Furtado   |
| 4  | 7 mai        | Budapest         | Paola Pezzo     | Alison Sydor         | Silvia Fürst     | Juliana Furtado   |
| 5  | 11 juin      | Vail             | Juliana Furtado | Paola Pezzo          | Alison Sydor     | Juliana Furtado   |
| 6  | 18 juin      | Mount Snow       | Juliana Furtado | Alison Sydor         | Paola Pezzo      | Juliana Furtado   |
| 7  | 25 juin      | Mont Sainte-Anne | Juliana Furtado | Alison Sydor         | Paola Pezzo      | Juliana Furtado   |
| 8  | 8 juillet    | Mammoth Lakes    | Juliana Furtado | Paola Pezzo          | Ruthie Matthes   | Juliana Furtado   |
| 9  | 3 septembre  | Plymouth         | Alison Sydor    | Paola Pezzo          | Gunn-Rita Dahle  | Juliana Furtado   |
| 10 | 10 septembre | Rome             | Silvia Fürst    | Paola Pezzo          | Tammy Jacques    | Juliana Furtado   |

| Pos | Coureuse        | Pts |
| --- | --------------- | --- |
| 1.  | Juliana Furtado |     |
| 2.  | Alison Sydor    |     |
| 3.  | Paola Pezzo     |     |

## Descente

### Hommes
| # | Date       | Lieu             | Vainqueur        | Deuxième         | Troisième       | Leader du général |
| - | ---------- | ---------------- | ---------------- | ---------------- | --------------- | ----------------- |
| 1 | 21 mai     | Cap-d'Ail        | Nicolas Vouilloz | Mike King        | Denis Bonnet    | Nicolas Vouilloz  |
| 2 | 28 mai     | Åre              | Bruno Zanchi     | Nicolas Vouilloz | Corrado Hérin   | Nicolas Vouilloz  |
| 3 | 17 juin    | Mount Snow       | Todd Tanner      | Mike King        | Myles Rockwell  |                   |
| 4 | 24 juin    | Mont Sainte-Anne | Franck Roman     | Nicolas Vouilloz | Corrado Hérin   |                   |
| 5 | 16 juillet | Big Bear Lake    | Mike King        | Brian Lopes      | François Gachet |                   |
| 6 | 13 août    | Kaprun           | Myles Rockwell   | Nicolas Vouilloz | Tomi Misser     | Nicolas Vouilloz  |

| Pos | Coureur          | Pts |
| --- | ---------------- | --- |
| 1.  | Nicolas Vouilloz |     |
| 2.  | Mike King        |     |
| 3.  | Myles Rockwell   |     |

### Femmes
| # | Date       | Lieu             | Vainqueur       | Deuxième               | Troisième       | Leader du général |
| - | ---------- | ---------------- | --------------- | ---------------------- | --------------- | ----------------- |
| 1 | 21 mai     | Cap-d'Ail        | Missy Giove     | Giovanna Bonazzi       | Nolvenn Le Caër | Missy Giove       |
| 2 | 28 mai     | Åre              | Missy Giove     | Giovanna Bonazzi       | Kim Sonier      | Missy Giove       |
| 3 | 17 juin    | Mount Snow       | Kim Sonier      | Regina Stiefl          | Leigh Donovan   |                   |
| 4 | 24 juin    | Mont Sainte-Anne | Nolvenn Le Caër | Giovanna Bonazzi       | Rita Bürgi      |                   |
| 5 | 16 juillet | Big Bear Lake    | Elke Brutsaert  | Regina Stiefl          | Leigh Donovan   |                   |
| 6 | 13 août    | Kaprun           | Regina Stiefl   | Anne-Caroline Chausson | Elke Brutsaert  | Regina Stiefl     |

| Pos | Coureuse         | Pts |
| --- | ---------------- | --- |
| 1.  | Regina Stiefl    |     |
| 2.  | Giovanna Bonazzi |     |
| 3.  | Kim Sonier       |     |